# Phanerotomella xizangensis
Phanerotomella xizangensis är en stekelart som beskrevs av He och Chen 2001. Phanerotomella xizangensis ingår i släktet Phanerotomella och familjen bracksteklar. Inga underarter finns listade i Catalogue of Life.